# گورستان تندور پشت
گورستان تندور پشت در شهرستان رضوانشهر، بخش مرکزی، روستای بیاچال واقع شده و این اثر در تاریخ ۲۷ بهمن ۱۳۸۲ با شمارهٔ ثبت ۱۰۹۴۹ به‌عنوان یکی از آثار ملی ایران به ثبت رسیده است.